# Vivès
Vivès (katalanska: Vivers) är en kommun i departementet Pyrénées-Orientales i regionen Occitanien i södra Frankrike. Kommunen ligger i kantonen Céret som tillhör arrondissementet Céret. År 2022 hade Vivès 182 invånare.

## Befolkningsutveckling
Antalet invånare i kommunen Vivès
| Referens: INSEE |